# Ludy algonkiańskie

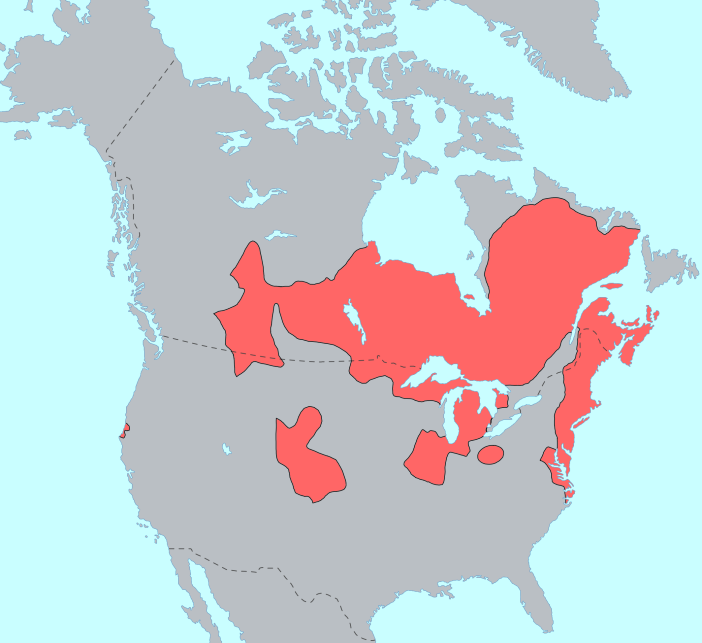
Obszar zamieszkany przez ludy algonkiańskie przed powstaniem Stanów Zjednoczonych i Kanady

Ludy algonkiańskie (ang. Algonquian) – grupa ludów Indian Ameryki Północnej, żyjących w przeszłości na dużych obszarach kontynentu. Obecnie są w większości rozproszeni po Kanadzie i Stanach Zjednoczonych.
Posługują się językami z rodziny algonkiańskiej (dziś w zaniku). Zajmowali niegdyś olbrzymią przestrzeń od brzegów Atlantyku do rzeki Missisipi na zachód, a w północnej części aż po Góry Skaliste i wreszcie od samych niemal północnych wybrzeży Labradoru do rzeki Tennessee na południu. Między grupę wschodnich ludów algonkiańskich wcięli się swego czasu klinem Irokezi, zajmując głównie okolice Wielkich Jezior. Na zachodzie (między Północną Platte a rzeką Arkansas) istniała osobna grupa algonkiańska, złożona z Szejenów i Arapahów.

## Nazewnictwo
W badaniach w języku angielskim grupę tę określa się mianem Algonquian, a jej przedstawicieli Algonquians. W polskojęzycznej literaturze przedmiotu grupa ta jest określana najczęściej mianem Algonkinowie lub Algonkini, tożsamym z mianem plemienia z okolic Ottawy (po angielsku Algonquins), które niekiedy uzupełniane jest o określenie „właściwi”.
Wyróżnia się trzy grupy Indian algonkiańskich :
- wschodnią – zamieszkującą dawniej wschodnie wybrzeże Ameryki Północnej (m.in. Mohikanie, Delawarowie),
- środkową – zamieszkującą dawniej tereny wokół Wielkich Jezior (m.in. Odżibwejowie, Szaunisi, Kri),
- równinną – zamieszkującą obszary Wielkich Równin (m.in. Szejeni, Czarne Stopy, Arapaho).

## Historia
Pokrewieństwo ludów algonkiańskich jest natury lingwistycznej – między poszczególnymi plemionami istniały spore różnice kulturowe. Najsłynniejszymi plemionami (lub grupami plemion) algonkiańskich są Odżibwejowie, Kri, Mohikanie, Delawarowie, Potawatomi i Czarne Stopy (Siksika). Algonkini stosunkowo wcześnie zetknęli się z Europejczykami, stawiając zbrojny opór kolonizacji; większość wschodnich i centralnych Algonkinów utraciła swe terytoria plemienne, ulegając częściowej eksterminacji .
Ostateczną klęskę w wojnach ze Stanami Zjednoczonymi ludy algonkiańskie poniosły w 1811 roku; pod naporem kolonistów przesuwali się w kolejnych falach migracyjnych na zachód od Missisipi, część z nich (zwłaszcza Kri) pozostała w Kanadzie .

## Charakterystyka

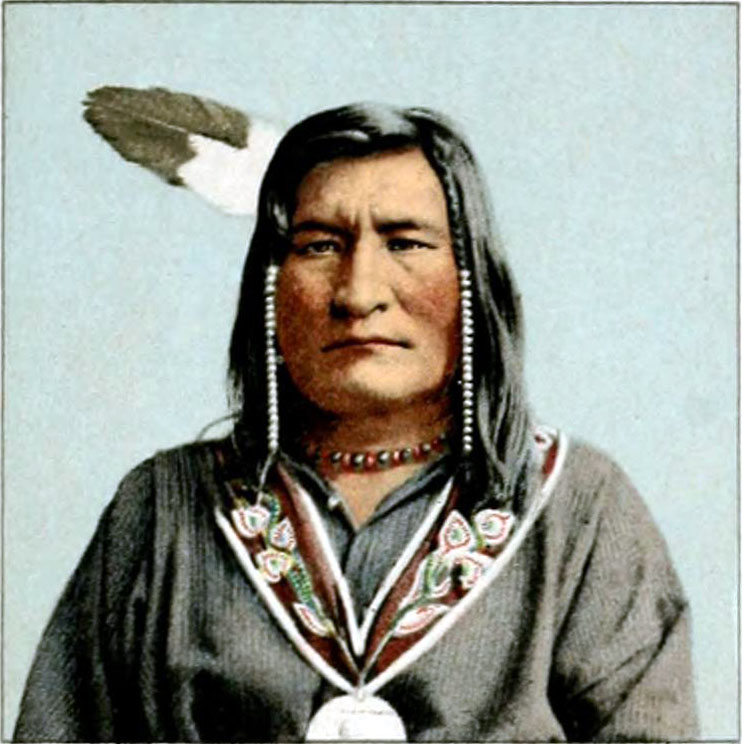

Indianie grupy algonkiańskiej, zwłaszcza środkowi, byli wysocy, o wydatnym nosie, nieco zakrzywionym u mężczyzn; kości policzkowe wystające, twarz szeroka bez zarostu, czaszka krótka. Większość plemion zajmowała się rolnictwem (kukurydza) oraz łowiectwem i rybołówstwem. W okresie przedkolonizacyjnym sporządzali odzież ze skóry, czasem z dodatkiem piór. Obuwie, tzw. mokasyny, z wygładzonej skóry. Chaty najczęściej były owalne, z drewna. Czółna typu dłubanki, z pnia. Nigdzie u ludów północnoamerykańskich nie rozwinęło się tak wysoko barwne zdobnictwo, jak u ludów algonkiańskich, zwłaszcza u Odżibwejów i Delawarów.
Ludy algonkiańskie zamieszkiwały kilka różnych krain geograficznych, co wpłynęło na zróżnicowanie form ich organizacji społeczno-politycznej . Ustrój społeczny ludów algonkiańskich często stanowiły rody i klany z wodzem (sachemem) na czele. U plemion północnych i wschodnich występował matriarchat.
W wierzeniach religijnych plemion grupy algonkiańskiej występował duch Manitou oraz kilka bóstw uosabiających siły przyrody.

## Liczebność
Według danych U.S. Census Bureau, podczas spisu powszechnego w 2000 roku 1107 obywateli USA zadeklarowało, że jest pochodzenia wyłącznie Algonquian, zaś 4114 – wyłącznie lub między innymi Algonquian.

## Galeria

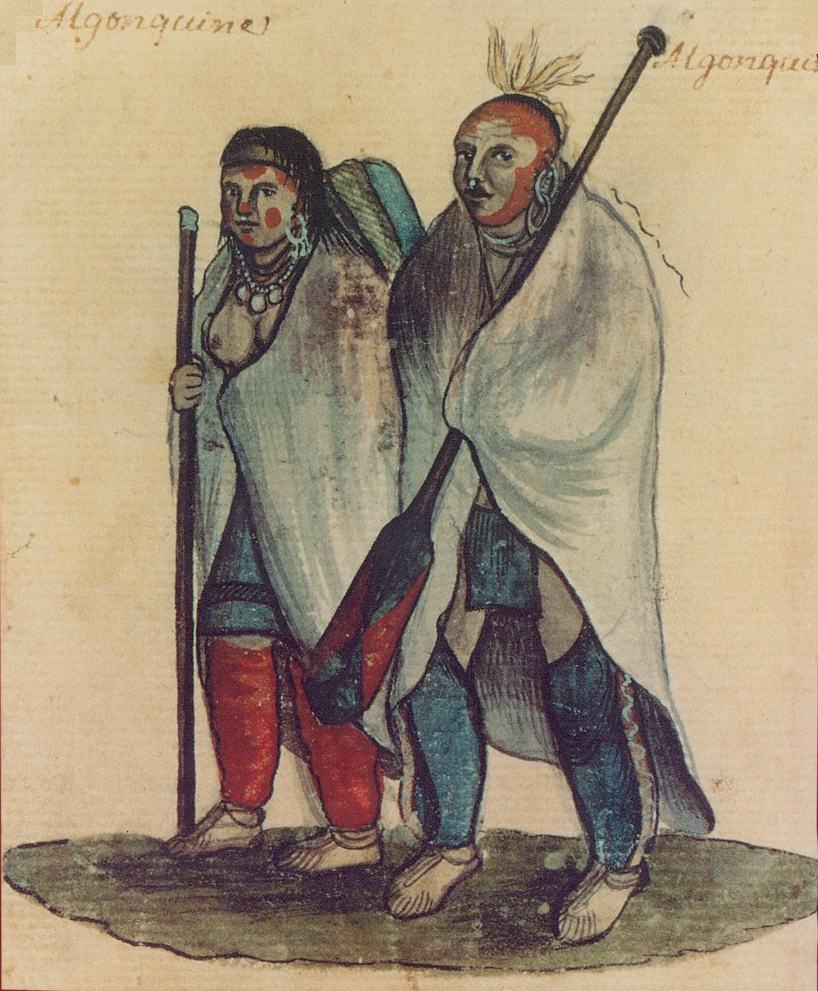
Algonkinowie
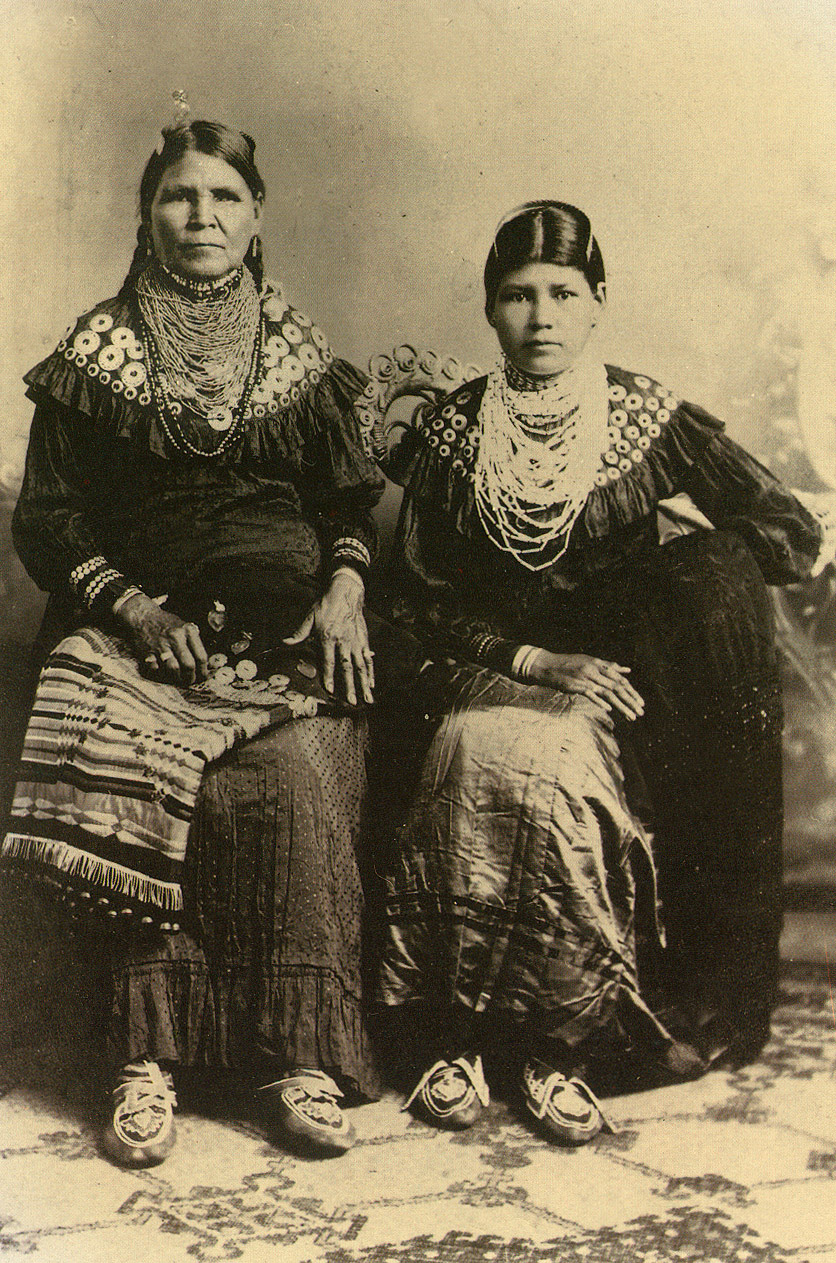
Indianki Lenape (fotografia z 1915 roku)
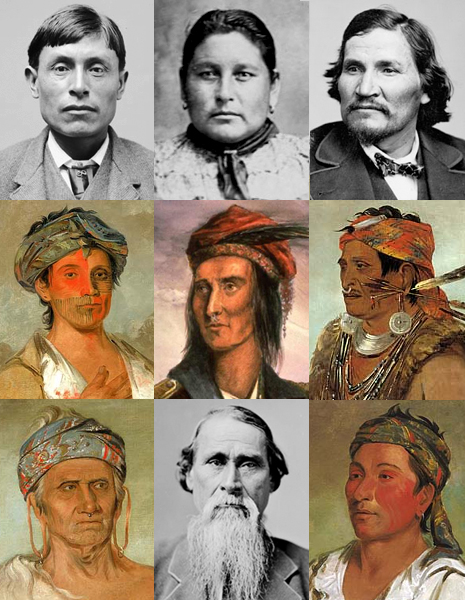
Szaunisi
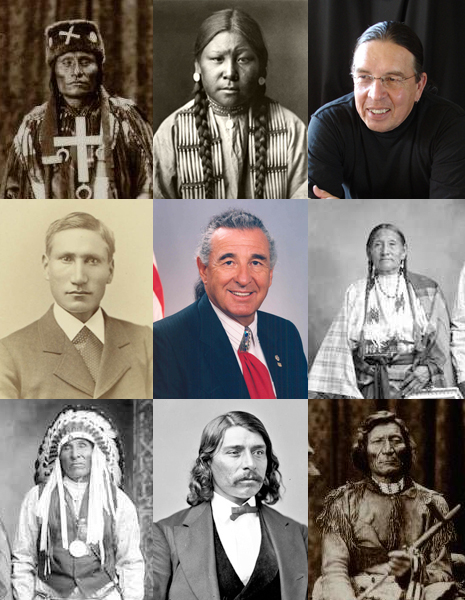
Szejeni